# DeepStar Six
DeepStar Six é um filme de ficção científica de terror produzido nos Estados Unidos, dirigido por Sean S. Cunningham e lançado em 1989.

## Sinopse
Cientistas em uma base submarina investigam a possibilidade de iniciar um projeto de colonização no fundo do mar quando são atacados por uma criatura alienígena.